# Championnat de France Pro A de tennis de table 2024-2025
Navigation
Pro A 2023-2024 Pro A 2025-2026
Le Championnat de France Pro A de tennis de table 2024-2025 est la 22e édition du Championnat de France Pro A de tennis de table, plus haut niveau des championnats de France de tennis de table par équipes. Il oppose les 10 meilleures équipes de France dans le championnat masculin et les douze meilleures équipes féminines.

## Organisation 2024-2025
- En Pro A messieurs change de format, en fin de saison se déroule les play offs pour le titre de champion de France, les quatre premiers de la saison régulière s'affrontent en demi-finale aller-retour. La finale se joue pour la première fois sur terrain neutre[1]. Il y a une seule descente en PRO B.

Les rencontres se déroulent au meilleur des 5 parties.
À noter que la victoire passe désormais à 4 points.
- La Pro A Dames, la saison régulière se dispute dans une poule unique. En fin de saison se déroule les play offs pour le titre de championnes de France et pour la relégation.

Les équipes classées aux deux premières places seront rejointes par les deux formations sorties victorieuses d'un barrage
entre les équipes classées de la 3e à la 6e place pour disputer le titre de Championnes de France.

## PRO A Messieurs

### Équipes
| Équipe                     | Dernière montée | Classement 2023-2024 | Nombre de titres | Joueurs | Coach                            | Président                              |
| -------------------------- | --------------- | -------------------- | ---------------- | --- | -------------------------------- | -------------------------------------- |
| Les Loups d'Angers         | 2000            | 6e                   | 2                | João Geraldo Jon Persson Bastien Rembert Hampus Nordberg                                                       | David Pilard                     | Gérard Sarazin                         |
| Chartres ASTT              | 2021            | 8e                   | 4                | Alberto Mino Bence Majoros Vitor Seiji Ishiy Antoine Noirault                                                  | Emmanuel Rassouw                 | Jean-Philippe Percheron                |
| GV Hennebont               | 2003            | 4e                   | 5                | Vladimir Sidorenko Lev Katsman Iulian Chirita Omar Assar Lim Jong-hoon Yuan Licen Wang Xin                     | Boris Abraham                    | Bruno Abraham                          |
| Morez Haut-Jura            | 2014            | 7e                   | 1                | Quadri Aruna Horacio Cifuentes Sun Wen Dimitrije Levajac Tamas Lakatos Xiang Peng                              | Salvador Uribe                   | Philippe Girod                         |
| Alliance Nîmes-Montpellier | 2023            | 5e                   | 0                | Félix Lebrun Alexis Lebrun Antoine Hachard Esteban Dorr Grégoire Jean Manav Vikash Thakkar (en) Brian Afanador | Vincent Avril                    | Claire Chevassus-Rosset Alain Lauferon |
| AS Pontoise-Cergy TT       | 2004            | Champion             | 3                | Marcos Freitas Liam Pitchford Izaac Quek Yong Mehdi Bouloussa Flavio Mourier Jakub Dyjas                       | Christian Adam                   | Louise Adam                            |
| Roanne LNTT                | 2024            | proB                 | 0                | Florent Lambiet Elias Ranefur Florian Bourrassaud Louis Laffineur Liu Yebo Yaxuan Chen                         | Jérôme Bahuaud Yan Fan Feng      | Marcel Livet                           |
| SS La Romagne              | 2007            | 3e                   | 1                | Yang Wang Chen Tianyuan Nima Alamian Xu Yingbin                                                                | Fabrice Coutolleau               | Guy Soulard                            |
| Rouen SPO                  | 2017            | 2e                   | 0                | Robert Gardos Alexandre Cassin Alexandre Robinot Lilian Bardet Vitaly Efimov                                   | Stéphane Hucliez                 | Dominique Fache                        |
| Thorigné-Fouillard TT      | 2022            | 9e                   | 0                | Noshad Alamian Jules Rolland Vincent Picard Arthur Abusev                                                      | Sébastien Thomas Gervais Rolland | Sébastien Douaran                      |

| \| Les Loups d'Angers Chartres ASTT GV Hennebont Morez Haut-Jura AS Pontoise-Cergy TT Roanne LNTT SS La Romagne Rouen SPO Thorigné-Fouillard TT Alliance Nîmes-Montpellier \| Localisation des clubs engagés dans le championnat. |
| Les Loups d'Angers Chartres ASTT GV Hennebont Morez Haut-Jura AS Pontoise-Cergy TT Roanne LNTT SS La Romagne Rouen SPO Thorigné-Fouillard TT Alliance Nîmes-Montpellier                                                           |

### Résultats
| Résultats (dom.\ext.)                                      | Ang | Cha | Hen | Mor | N/M | Pon | Roa | La R | Rou | Tho |
| Les Loups d'Angers                                         |     | 3-1 | 3-2 | F   | 3-0 | 1-3 | 3-1 | 3-1  | 1-3 | 3-0 |
| Chartres ASTT                                              | 1-3 |     | 1-3 | 2-3 | 2-3 | 0-3 | 3-2 | 0-3  | 1-3 | 2-3 |
| GV Hennebont                                               | 3-2 | 3-0 |     | 1-3 | 3-1 | 3-2 | 3-1 | 2-3  | 3-2 | 3-2 |
| Morez Haut-Jura                                            | 1-3 | F   | 3-1 |     | 3-2 | 2-3 | F   | 3-0  | 3-1 | 3-0 |
| Alliance Nîmes-Montpellier TT                              | 2-3 | 3-0 | 3-1 | 3-2 |     | 3-1 | 3-2 | 3-0  | 3-0 | 1-3 |
| AS Pontoise-Cergy                                          | 1-3 | 3-1 | 1-3 | 2-3 | 1-3 |     | 3-1 | 3-1  | 3-1 | 3-0 |
| Roanne LNTT                                                | 2-3 | 3-1 | 1-3 | 2-3 | 0-3 | 2-3 |     | 0-3  | 3-2 | 0-3 |
| SS La Romagne                                              | 3-2 | 3-2 | 3-1 | F   | 1-3 | 0-3 | 0-3 |      | 0-3 | 2-3 |
| Rouen SPO                                                  | 1-3 | 2-3 | 2-3 | 3-0 | 0-3 | 2-3 | 3-0 | 3-1  |     | 3-0 |
| Thorigné-Fouillard TT                                      | 3-0 | 3-0 | 3-0 | F   | 2-3 | 2-3 | 3-1 | 3-1  | 3-1 |     |
| - Victoire à domicile - Match nul - Victoire à l'extérieur |     |     |     |     |     |     |     |      |     |     |

### Déroulement du championnat

#### Phase aller
- La phase aller du championnat voit un quatuor se dessiner dans le haut du tableau avec l'ANMTT en tête, devançant Jura Morez, Les Loups d'Angers et l'AS Pontoise-Cergy[3].

- En bas de classement, Chartres n'est pas parvenu à accrocher une victoire et se rapproche de la relégation.

- Du côté des pongistes, Marcos Freitas domine le classement des meilleurs scoreurs avec 15 victoires pour une défaite.

#### Phase retour
- Début février, alors que Jura Morez avait battu l'ANMTT à domicile 3-2, la commission de la Fédération a décidé de sanctionner d'une défaite sur tapis vert le club Jurassien pour avoir fait jouer son Chinois Sun Wen, qui est en double appartenance (il avait participé à la Super Ligue chinoise)[4]. Le club pour protester contre cette décision décide de ne pas se déplacer à La Romagne lors de la 11e journée, et se voit à nouveau sanctionner d'une défaite sur tapis vert[5].
- Après la procédure d'appel, la défaite sur tapis vert de Jura Morez contre l'ANMTT est annulé mais pas celle contre La Romagne[6].
- Le 23 mars, Jura Morez annonce, via un message de son président Philippe Girod, déclarer forfait pour son match contre Thorigné-Fouillard TT ainsi que son forfait pour la fin de la saison en raison d'une nouvelle sanction pour avoir fait jouer son Chinois Sun Wen contre l'AS Pontoise-Cergy[7]. Le club, lassé par ses mésaventures annonce également se retirer du monde professionnel[8].
- En conséquent, tous les points de Jura Morez sont annulés ainsi que les points des rencontres associées[9].
- L'ANMTT termine en 1ere place sur la saison régulière et est accompagné par le GV Hennebont, Les Loups d'Angers et l'AS Pontoise-Cergy en demi-finale.

#### Play off
- L'ANMTT avec l'apport des frères Lebrun[10] bat l'AS Pontoise-Cergy lors de la manche aller à Pontoise[11]ainsi qu'au retour à Montpellier et sa qualifie pour sa première finale[12].
- Hennebont emmené par son leader russe Sidorenko élimine Angers et rejoint l'ANMTT en finale grâce à une manche retour gagné nettement 3-0[13].

### Classements

#### Général
Classements par équipe du championnat de France de PRO A messieurs 2024 - 2025.
Mise à jour le 28 mai 2025
| Rang | Équipe                        | Pts | J  | V  | N | D  | F | Pp | Pc | Diff |
| ---- | ----------------------------- | --- | -- | -- | - | -- | - | -- | -- | ---- |
| 1    | Alliance Nîmes-Montpellier TT | 52  | 16 | 12 | 0 | 4  | 0 | 40 | 22 | +18  |
| 2    | GV Hennebont                  | 50  | 16 | 11 | 0 | 5  | 0 | 39 | 30 | +9   |
| 3    | Les Loups d'Angers            | 50  | 16 | 11 | 0 | 5  | 0 | 39 | 27 | +12  |
| 4    | AS Pontoise-Cergy TT          | 50  | 16 | 11 | 0 | 5  | 0 | 39 | 26 | +13  |
| 5    | Thorigné-Fouillard TT         | 46  | 16 | 10 | 0 | 6  | 0 | 38 | 26 | +12  |
| 6    | Rouen SPO                     | 37  | 16 | 6  | 0 | 10 | 0 | 31 | 33 | -2   |
| 7    | SS La Romagne                 | 31  | 16 | 6  | 0 | 10 | 0 | 25 | 37 | -12  |
| 8    | Roanne LNTT P                 | 25  | 16 | 3  | 0 | 13 | 0 | 22 | 42 | -20  |
| 9    | Chartres ASTT                 | 20  | 16 | 2  | 0 | 14 | 0 | 18 | 46 | -28  |
| 10   | Morez Haut-Jura               | 41  | 15 | 9  | 0 | 4  | 2 | 32 | 29 | +3   |

Qualifications
- 1er au 4e : qualification pour les demi-finales

#### Phase finale
|  | Demi-finales                                   | Demi-finales                                   |                               |       | Finale              | Finale              |
|  | Demi-finales                                   | Demi-finales                                   |                               |       | Finale              | Finale              |
|  |                                                |                                                |                               |       |                     |                     |
|  | Pontoise le 5 juin, Castelnau-le-Lez le 8 juin | Pontoise le 5 juin, Castelnau-le-Lez le 8 juin |                               |       | Rouen, 29 juin 2025 | Rouen, 29 juin 2025 |
|  | Pontoise le 5 juin, Castelnau-le-Lez le 8 juin | Pontoise le 5 juin, Castelnau-le-Lez le 8 juin |                               |       | Rouen, 29 juin 2025 | Rouen, 29 juin 2025 |
|  | Alliance Nîmes-Montpellier TT                  | 3 ; 3                                          |                               |       | Rouen, 29 juin 2025 | Rouen, 29 juin 2025 |
|  | Alliance Nîmes-Montpellier TT                  | 3 ; 3                                          |                               |       | Rouen, 29 juin 2025 | Rouen, 29 juin 2025 |
|  | AS Pontoise-Cergy TT                           | 1 ; 0                                          |                               |       | Rouen, 29 juin 2025 | Rouen, 29 juin 2025 |
|  | AS Pontoise-Cergy TT                           | 1 ; 0                                          | Alliance Nîmes-Montpellier TT | 3     |                     |                     |
|  | Angers le 3 juin, Hennebont le 6 juin          |                                                | Alliance Nîmes-Montpellier TT | 3     |                     |                     |
|  |                                                | GV Hennebont                                   | 0                             |       |                     |                     |
|  | GV Hennebont                                   | GV Hennebont                                   | 0                             | 2 ; 3 |                     |                     |
|  | GV Hennebont                                   |                                                |                               | 2 ; 3 |                     |                     |
|  | Les Loups d'Angers                             | 3 ; 0                                          |                               |       |                     |                     |
|  | Les Loups d'Angers                             | 3 ; 0                                          |                               |       |                     |                     |

#### Finale
| Alliance Nîmes-Montpellier TT | 3 - 0              | GV Hennebont       | Rouen, le 29 juin 2025 |
| ----------------------------- | ------------------ | ------------------ | ---------------------- |
| Détail des matches            | Détail des matches | Détail des matches | Durée :                |
| Félix Lebrun                  | 3 - 0              | Iulian Chirita     |                        |
| Alexis Lebrun                 | 3 - 0              | Vladimir Sidorenko |                        |
| Antoine Hachard               | 3 - 0              | Lev Katsman        |                        |

- L'Alliance Nîmes/Montpellier TT remporte son premier titre de champion de France Pro A[14].

#### Classement des meilleurs pongistes
Mise à jour à la fin de la saison régulière
|     | Scoreur            | Club                            | Victoires | Défaites | Différence | % victoire |
| --- | ------------------ | ------------------------------- | --------- | -------- | ---------- | ---------- |
| 1er | Marcos Freitas     | AS Pontoise-Cergy TT            | 22        | 7        | +15        | 75,86      |
| 2e  | João Geraldo       | Les Loups d'Angers              | 23        | 8        | +15        | 74,19      |
| 3e  | Vladimir Sidorenko | Hennebont                       | 20        | 8        | +12        | 71,42      |
| 4e  | Noshad Alamiyan    | Thorigné-Fouillard TT           | 17        | 6        | +11        | 73,91      |
| 5e  | Quadri Aruna       | Morez Haut-Jura Tennis de table | 13        | 3        | +10        | 81,25      |
| 6e  | Alexis Lebrun      | Alliance Nîmes-Montpellier TT   | 7         | 0        | +7         | 100        |
| 7e  | Sun Wen            | Morez Haut-Jura Tennis de table | 10        | 3        | +7         | 76,92      |
| 8e  | Antoine Hachard    | Alliance Nîmes-Montpellier TT   | 13        | 6        | +7         | 68,42      |
| 9e  | Félix Lebrun       | Alliance Nîmes-Montpellier TT   | 7         | 2        | +5         | 77,77      |
| 10e | Lilian Bardet      | Rouen SPO                       | 10        | 5        | +5         | 66,66      |
| 11e | Alexandre Robinot  | Rouen SPO                       | 13        | 8        | +5         | 61,90      |

Mise à jour au 29 juin
|     | Scoreur            | Club                            | Victoires | Défaites | Différence | % victoire |
| --- | ------------------ | ------------------------------- | --------- | -------- | ---------- | ---------- |
| 1er | João Geraldo       | Les Loups d'Angers              | 25        | 9        | +16        | 73,52      |
| 2e  | Marcos Freitas     | AS Pontoise-Cergy TT            | 23        | 8        | +15        | 74,19      |
| 3e  | Vladimir Sidorenko | Hennebont                       | 22        | 10       | +12        | 68,75      |
| 4e  | Noshad Alamiyan    | Thorigné-Fouillard TT           | 17        | 6        | +11        | 73,91      |
| 5e  | Alexis Lebrun      | Alliance Nîmes-Montpellier TT   | 10        | 0        | +10        | 100        |
| 6e  | Quadri Aruna       | Morez Haut-Jura Tennis de table | 13        | 3        | +10        | 81,25      |
| 7e  | Félix Lebrun       | Alliance Nîmes-Montpellier TT   | 11        | 2        | +9         | 84,61      |
| 8e  | Antoine Hachard    | Alliance Nîmes-Montpellier TT   | 15        | 7        | +8         | 68,18      |
| 9e  | Sun Wen            | Morez Haut-Jura Tennis de table | 10        | 3        | +7         | 76,92      |
| 10e | Lilian Bardet      | Rouen SPO                       | 10        | 5        | +5         | 66,66      |
| 11e | Alexandre Robinot  | Rouen SPO                       | 13        | 8        | +5         | 61,90      |

#### Parcours en coupes d'Europe
| Club                            | Compétition                                      | Résultat                                 | Ultime(s) adversaire(s)                 | Ultime(s) adversaire(s)                 |
| ------------------------------- | ------------------------------------------------ | ---------------------------------------- | --------------------------------------- | --------------------------------------- |
| GV Hennebont                    | Ligue des champions de tennis de table 2024-2025 | Quart de finale                          | FC Sarrebruck                           | FC Sarrebruck                           |
| AS Pontoise-Cergy TT            | Ligue des champions de tennis de table 2024-2025 | Huitième de finale (reversé en ETTU cup) | KS Global Pharma Orlicz 1924 Suchedniow | KS Global Pharma Orlicz 1924 Suchedniow |
| Alliance Nîmes-Montpellier TT   | Ligue des champions de tennis de table 2024-2025 | Quart de finale                          | Borussia Dusseldorf                     | Borussia Dusseldorf                     |
| Lille Métropole Tennis de table | Ligue des champions de tennis de table 2024-2025 | 1er tour (reversé en ETTU cup)           |                                         |                                         |
| Lille Métropole Tennis de table | Coupe d'Europe ETTU 2024-2025                    | Huitième de finale                       | Postsportverein Mühlhausen 1951         | Postsportverein Mühlhausen 1951         |
| AS Pontoise-Cergy TT            | Coupe d'Europe ETTU 2024-2025                    | Huitième de finale                       | Real Club Cajasur Priego TM             | Real Club Cajasur Priego TM             |

## PRO A Dames

### Équipes
| Équipe                         | Dernière montée | Classement 2023-2024 | Nombre de titres | Joueurs                                                                                    | Entraîneur           | Président            |
| ------------------------------ | --------------- | -------------------- | ---------------- | ------------------------------------------------------------------------------------------ | -------------------- | -------------------- |
| Bayard Argentan TT             | 2024            | 9e                   | 0                | Yanan Wang Jing Zhang Cléa De Stoppeleire Anastasia Sterner                                | Drapeau de la France | Drapeau de la France |
| ASRTT Étival-Raon              | 2016            | 5e                   | 1                | Shao Jieni Liu Yangzi Camelia Iacob Christina Källberg                                     | Drapeau de la France | Drapeau de la France |
| TT Joué-lès-Tours              | 2017            | 7e                   | 0                | Hana Goda Li He Carole Grundisch Audrey Zarif Léana Hochart                                | Drapeau de la France | Drapeau de la France |
| Le Mans Sarthe Tennis de Table | 2024            | ProB                 | 0                | Haruna Sugita Li Samson Ekaterina Fischer Elodie Nivelle Claire Clavier                    | Drapeau de la France | Drapeau de la France |
| Alliance Nîmes-Montpellier TT  | 2020            | 5e                   | 0 (MTT : 12)     | Bruna Takahashi Giorgia Piccolin (en) Rachel Moret Gaétane Bled Sophie Earley              | Drapeau de la France | Drapeau de la France |
| Metz TT                        | 2010            | 3e                   | 5                | Adina Diaconu Charlotte Lutz Mariia Tailakova (en) Sarah De Nutte                          | Loïc Belguise        | Drapeau de la France |
| Poitiers TTACC                 | 2015            | 7e                   | 1                | Jia Nan Yuan Wu Jiaduo Andrea Todorovic Sara Ramirez                                       | Drapeau de la France | Drapeau de la France |
| Quimper CTT                    | 2023            | 7e                   | 0                | Li Xue Isa Cok Marie Migot Emmanuelle Lennon Ema Labosova                                  | Drapeau de la France | Drapeau de la France |
| Saint-Denis US 93 TT           | 2018            | 4e                   | 1                | Prithika Pavade Liu Hsing-Yin Zhu Chengzhu (en) Barbora Balážová (en) Agathe Avezou Li Jie | Drapeau de la France | Drapeau de la France |
| Saint Pierraise ENT            | 2017            | 2e                   | 0                | Lily Zhang Jian Zeng Stéphanie Loeuillette Lucie Gauthier Nina Guo Zheng Océane Guisnel    | Drapeau de la France | Drapeau de la France |
| TT Saint-Quentin               | 2009            | Champion             | 1                | Linda Bergström Polina Mikhaïlova Daniela Dodean Camille Lutz Agnès Le Lannic              | Drapeau de la France | Drapeau de la France |
| Schiltigheim SU                | 2021            | 6e                   | 0                | Giulia Takahashi Dragana Vignjevic Tanja Helle Léa Minni                                   | Drapeau de la France | Drapeau de la France |

| \| Bayard Argentan TT ASRTT Étival-Raon TT Joué-lès-Tours Le Mans Metz TT Poitiers TTACC Quimper CTT St-Denis Saint Pierraise Alliance Nîmes/Montpellier TT Saint-Quentin Schiltigheim SU \| Localisation des clubs engagés dans le championnat. |
| Bayard Argentan TT ASRTT Étival-Raon TT Joué-lès-Tours Le Mans Metz TT Poitiers TTACC Quimper CTT St-Denis Saint Pierraise Alliance Nîmes/Montpellier TT Saint-Quentin Schiltigheim SU                                                           |

### Résultats
| Résultats (dom.\ext.)                                      | Bay | Eti | Jou | Le M | N/M | Met | Poi | Qui | St D | St P | St Q | Sch |
| Bayard Argentan TT                                         |     | 1-3 | -   | 3-1  | 0-3 | -   | 1-3 | -   | -    | 3-2  | -    | -   |
| ASRTT Étival-Raon                                          | -   |     | 0-3 | 3-1  | -   | -   | -   | 3-1 | 2-3  | 3-0  | -    | 3-0 |
| TT Joué-lès-Tours                                          | 3-0 | -   |     | -    | -   | 3-2 | -   | -   | 2-3  | -    | 3-0  | 3-0 |
| Le Mans Sarthe Tennis de Table                             | -   | -   | -   |      | -   | 0-3 | -   | -   | 1-3  | -    | 0-3  | 3-1 |
| Alliance Nîmes/MTT                                         | -   | 3-1 | 2-3 | 3-0  |     | -   | -   | -   | 2-3  | 3-2  | -    | -   |
| Metz TT                                                    | 3-1 | 0-3 | -   | -    | 3-2 |     | 2-3 | -   | -    | -    | 3-0  | -   |
| Poitiers TTACC                                             | -   | 3-1 | 0-3 | 3-0  | 3-0 | -   |     | -   | -    | 3-1  | -    | -   |
| Quimper CTT                                                | -   | -   | -   | 3-0  | 1-3 | -   | 3-1 |     | -    | -    | -    | -   |
| Saint-Denis US 93 TT                                       | 3-1 | -   | -   | -    | -   | 3-1 | 3-2 | -   |      | -    | 3-0  | 3-0 |
| Saint Pierraise ENT                                        | -   | -   | 3-1 | 3-0  | -   | 0-3 | -   | 3-1 | 3-2  |      | -    | 3-0 |
| TT Saint-Quentin                                           | 3-0 | 0-3 | -   | -    | 3-2 | -   | -   | -   | -    | 3-1  |      | -   |
| Schiltigheim SU                                            | -   | -   | -   | -    | 0-3 | 1-3 | -   | 0-3 | 1-3  | -    | 0-3  |     |
| - Victoire à domicile - Match nul - Victoire à l'extérieur |     |     |     |      |     |     |     |     |      |      |      |     |

### Classements

#### Général - saison régulière
Mise à jour le 18 février 2025
| Rang | Équipe                               | Pts | J  | V | N | D  | F | Pp | Pc | Diff |
| ---- | ------------------------------------ | --- | -- | - | - | -- | - | -- | -- | ---- |
| 1    | Saint-Denis US 93 TT                 | 39  | 11 | 9 | 0 | 2  | 0 | 30 | 17 | +13  |
| 2    | TT Joué-lès-Tours                    | 35  | 11 | 8 | 0 | 3  | 0 | 27 | 13 | +14  |
| 3    | Metz TT                              | 33  | 11 | 7 | 0 | 4  | 0 | 26 | 16 | +10  |
| 4    | Poitiers TTACC                       | 32  | 11 | 7 | 0 | 4  | 0 | 25 | 17 | +8   |
| 5    | Alliance Nîmes-Montpellier TT        | 32  | 11 | 6 | 0 | 5  | 0 | 26 | 19 | +7   |
| 6    | ASRTT Étival-Raon                    | 32  | 11 | 7 | 0 | 4  | 0 | 25 | 15 | +10  |
| 7    | TT Saint-Quentin                     | 28  | 11 | 7 | 0 | 4  | 0 | 21 | 16 | +5   |
| 8    | Quimper CTT                          | 27  | 11 | 6 | 0 | 5  | 0 | 21 | 20 | +1   |
| 9    | Saint Pierraise ENT                  | 26  | 11 | 5 | 0 | 6  | 0 | 21 | 22 | -1   |
| 10   | Bayard Argentan TT                   | 15  | 11 | 2 | 0 | 9  | 0 | 13 | 30 | -17  |
| 11   | Le Mans Sarthe Tennis de Table promu | 7   | 11 | 1 | 0 | 10 | 0 | 6  | 31 | -25  |
| 12   | Schiltigheim SU                      | 7   | 11 | 1 | 0 | 10 | 0 | 6  | 31 | -25  |

Qualifications
- 1er et 2e : qualification directe pour les demi-finales
- 3e au 6e : qualification pour les barrages

#### Classement des meilleures pongistes (saison régulière)
Mise à jour le 18 février 2025
|     | Scoreur           | Club                          | Victoires | Défaites | Différence |
| --- | ----------------- | ----------------------------- | --------- | -------- | ---------- |
| 1er | Bruna Takahashi   | Alliance Nîmes-Montpellier TT | 15        | 2        | +13        |
| 2e  | Jian Zeng         | Saint Pierraise ENT           | 12        | 3        | +9         |
| 3e  | Mariia Tailakova  | Metz TT                       | 12        | 3        | +9         |
| 4e  | Prithika Pavade   | Saint-Denis US 93 TT          | 8         | 2        | +6         |
| 5e  | Li He             | TT Joué-lès-Tours             | 8         | 2        | +6         |
| 6e  | Marie Migot       | Quimper                       | 8         | 2        | +6         |
| 7e  | Li Jie            | Saint-Denis US 93 TT          | 5         | 0        | +5         |
| 8e  | Shao Jieni        | Etival                        | 11        | 6        | +5         |
| 9e  | Jianan Yuan       | Poitiers 86 TTAC              | 9         | 4        | +5         |
| 10e | Zhu Chengzhu      | Saint-Denis US 93 TT          | 9         | 4        | +5         |
| 11e | Polina Mikhaïlova | TT Saint-Quentin              | 8         | 3        | +5         |
| 12e | Hana Goda         | TT Joué-lès-Tours             | 7         | 3        | +4         |

### Play off
|  | Quarts de finale     | Quarts de finale  |                               |       | Demi-finales         | Demi-finales |  |  | Finale | Finale |
|  | Quarts de finale     | Quarts de finale  |                               |       | Demi-finales         | Demi-finales |  |  | Finale | Finale |
|  |                      |                   |                               |       |                      |              |  |  |        |        |
|  | Allers , retours     |                   |                               |       |                      |              |  |  |        |        |
|  |                      |                   |                               |       |                      |              |  |  |        |        |
|  | Saint-Denis US 93 TT | 3 ; 3             |                               |       |                      |              |  |  |        |        |
|  | Saint-Denis US 93 TT | 3 ; 3             | Poitiers TTACC                | 3 ; 3 |                      |              |  |  |        |        |
|  | Poitiers TTACC       | 1 ; 2             | Poitiers TTACC                | 3 ; 3 |                      |              |  |  |        |        |
|  | Poitiers TTACC       | 1 ; 2             | Alliance Nîmes-Montpellier TT | 1 ; 0 |                      |              |  |  |        |        |
|  |                      |                   | Alliance Nîmes-Montpellier TT | 1 ; 0 | Saint-Denis US 93 TT | 3 ; 1        |  |  |        |        |
|  | Aller le 26/02/25    |                   |                               |       | Saint-Denis US 93 TT | 3 ; 1        |  |  |        |        |
|  |                      | Metz TT           | 2 ; 3                         |       |                      |              |  |  |        |        |
|  | Metz TT              | Metz TT           | 2 ; 3                         | 1 ; 3 |                      |              |  |  |        |        |
|  | Metz TT              | Metz TT           | 3 ; 3                         | 1 ; 3 |                      |              |  |  |        |        |
|  | ASRTT Étival-Raon    | Metz TT           | 3 ; 3                         | 3 ; 0 |                      |              |  |  |        |        |
|  | ASRTT Étival-Raon    | TT Joué-lès-Tours | 1 ; 0                         | 3 ; 0 |                      |              |  |  |        |        |
|  |                      | TT Joué-lès-Tours | 1 ; 0                         |       |                      |              |  |  |        |        |

#### Finale
|  | Saint-Denis US 93 TT | 3 - 2 ; 1 - 3 | Metz TT |  |  |
|  |                      |               |         |  |  |

| Metz TT            | 2 - 3              | Saint-Denis US 93 TT | Metz, le 3 juin 2025 |
| ------------------ | ------------------ | -------------------- | -------------------- |
| Détail des matches | Détail des matches | Détail des matches   | Durée :              |
| Charlotte Lutz     | 3 - 1              | Prithika Pavade      |                      |
| Adina Diaconu      | 0 - 3              | Zhu Chengzhu         |                      |
| Mariia Tailakova   | 3 - 2              | Li Jie               |                      |
| Charlotte Lutz     | 1 - 3              | Zhu Chengzhu         |                      |
| Adina Diaconu      | 0 - 3              | Prithika Pavade      |                      |

| Saint-Denis US 93 TT | 1 - 3              | Metz TT            | St-Denis, le 7 juin 2025 |
| -------------------- | ------------------ | ------------------ | ------------------------ |
| Détail des matches   | Détail des matches | Détail des matches | Durée :                  |
| Zhu Chengzhu         | 1 - 3              | Mariia Tailakova   |                          |
| Prithika Pavade      | 3 - 0              | Adina Diaconu      |                          |
| Li Jie               | 0 - 3              | Charlotte Lutz     |                          |
| Zhu Chengzhu         | 1 - 3              | Adina Diaconu      |                          |

- Le Metz TT remporte son sixième titre de champion de France[16].

### Play down

#### Place 7-8
|  | Quarts de finale               | Quarts de finale    |                     |       | Demi-finales | Demi-finales |  |  | Finale | Finale |
|  | Quarts de finale               | Quarts de finale    |                     |       | Demi-finales | Demi-finales |  |  | Finale | Finale |
|  |                                |                     |                     |       |              |              |  |  |        |        |
|  | Aller le , retours             |                     |                     |       |              |              |  |  |        |        |
|  |                                |                     |                     |       |              |              |  |  |        |        |
|  | TT Saint-Quentin               |                     |                     |       |              |              |  |  |        |        |
|  | Bayard Argentan TT             | 3 ; 3               |                     |       |              |              |  |  |        |        |
|  | Bayard Argentan TT             | 3 ; 3               | Bayard Argentan TT  |       |              |              |  |  |        |        |
|  | Le Mans Sarthe Tennis de Table | 1 ; 1               |                     |       |              |              |  |  |        |        |
|  | Le Mans Sarthe Tennis de Table | 1 ; 1               |                     |       |              |              |  |  |        |        |
|  | Aller le                       |                     |                     |       |              |              |  |  |        |        |
|  |                                | Saint Pierraise ENT |                     |       |              |              |  |  |        |        |
|  | Saint Pierraise ENT            | 3 ; 3               |                     |       |              |              |  |  |        |        |
|  | Saint Pierraise ENT            | 3 ; 3               | Saint Pierraise ENT | 3 ; 3 |              |              |  |  |        |        |
|  | Schiltigheim SU                | 1 ; 0               | Saint Pierraise ENT | 3 ; 3 |              |              |  |  |        |        |
|  | Schiltigheim SU                | 1 ; 0               | Quimper CTT         | 2 ; 2 |              |              |  |  |        |        |
|  |                                |                     | Quimper CTT         | 2 ; 2 |              |              |  |  |        |        |

#### Place 11-12
Le perdant est rétrogradé en Pro B.
|  | Le Mans Sarthe Tennis de Table | 3-1 ; 3-0 | Schiltigheim SU |  |  |
|  |                                |           |                 |  |  |

- Schiltigheim SU est rétrogradé en Pro B à l'issue de sa confrontation avec Le Mans Sarthe Tennis de Table.

### Parcours en coupes d'Europe
| Club                          | Compétition                                      | Résultat                                  | Ultime(s) adversaire(s) | Ultime(s) adversaire(s) |      |
| ----------------------------- | ------------------------------------------------ | ----------------------------------------- | ----------------------- | ----------------------- | ---- |
| TT Saint-Quentin              | Ligue des champions de tennis de table 2024-2025 | Demi-finale                               | Metz TT                 | Metz TT                 |      |
| Metz TT                       | Ligue des champions de tennis de table 2024-2025 | Finale                                    | TTC Berlin Eastside     | TTC Berlin Eastside     |      |
| ASRTT Étival-Raon             | Ligue des champions de tennis de table 2024-2025 | Quart de finale                           | Metz TT                 | Metz TT                 |      |
| Saint-Denis US 93 TT          | Ligue des champions de tennis de table 2024-2025 | Deuxième tour (reversé en Coupe d'Europe) | Linz AG Froschberg      | ASD Quattro Mori        |      |
| Alliance Nîmes-Montpellier TT | Coupe d'Europe ETTU 2024-2025                    | Deuxième Tour                             |                         |                         |      |
| CP Lyssois Lille Métropole    | Coupe d'Europe ETTU 2024-2025                    | Huitième de finale                        |                         |                         |      |
| Saint-Denis US 93 TT          | Coupe d'Europe ETTU 2024-2025                    | Vainqueur                                 | {{}}                    | {{}}                    | {{}} |